# Junichi Haruta
Junichi Haruta (春田 純一, Haruta Jun'ichi), nascido Misao Haruta (春田 三夫, Haruta Misao) (Kitakyushu, Fukuoka, 17 de março de 1955) é um ator, dublê e coreógrafo japonês, tendo participado de várias séries do gênero tokusatsu nos anos 80, 90 e 2000.

## Biografia
Entrou para o Japan Action Club (atual Japan Action Enterprise) com apenas 16 anos e começou sua carreira como dublê do primeiro Kamen Rider, em 1971. Posteriormente, vestiu a roupa de diversos vilões em diversas séries até conseguir um papel como ator em 1982, interpretando Kanpei Kuroda/Goggle Black em Goggle V. Reprisou o personagem de cor negra no Sentai do ano seguinte, Dynaman e dois anos depois atuou como o vilão MacGaren da série Jaspion (papel que lhe concedeu fama e prestígio, principalmente no Brasil). Fez participações especiais como ator em diversas outras séries do gênero. Além disso, é famoso por sempre interpretar seus personagens sob a armadura, atuando como ator e dublê quando o personagem assim exige (como no caso dos integrantes de cor preta dos Sentais e MacGaren). Atualmente, entrou no ramo dos doramas, atuando muito em novelas e minisséries japonesas. Porém, ocasionalmente aparece alguns tokusatsus, como em Kamen Rider Blade, interpretando o vilão Yoshito Hirose.
Em junho de 2001 foi entrevistado pela edição 14 da revista "Henshin", em que revelou histórias da época de Jaspion. Relatou, também, a dureza do trabalho do dublê de ação, que precisa vestir as roupas e armaduras apertadas e muitas vezes mal consegue respirar dentro delas.

## Lista de trabalhos
- Kanpei Kuroda / Goggle Black em Dai Sentai Goggle V (1982)
- Ryuu Hoshikawa / Dyna Black em Dynaman (1983)
- MacGaren (Mad Galant no original) em Kyojuu Tokusou Jaspion (1985)
- participação nos episódios 25 e 26 de Metalder (1987)
- Bylon no episódio 23 de Cybercops (1988)
- Kazenin Storm em Sekai Ninja Sen Jiraiya (1988)
- participação no episódio "O desaparecimento da roupa espacial" em Solbrain (1991)
- participação no episódio 51 de Jetman (1991)
- Toshihiko Hirose em Kamen Rider Blade (2004)
- Yamato (2005)
- Flame People Warrior Shishi-No-Shin em Engine Sentai Go-onger: Boom Boom! Bang Bang! GekijōBang
- Chefe Washizu Masahiko (Madou Horror) no episodio 2 de Garo Yami Wo Terasu Mono (2013)

## Lista de dubladores no Brasil
- Francisco Borges - (MacGaren, ep. 5 a 16)
- Ricardo Medrado - (MacGaren (eps. 4 e 17-45) e Kazenin Storm)
- Will Damas - (Kanpei Kuroda)
- Élcio Sodré - (participação em Solbrain)
- Helio Porto - (Pylo, ep. 23 de Cybercops)
- Carlos Alberto Amaral - (participação em Metalder)

## ligações externas
- Junichi Haruta. no IMDb.